# Kinburnský poloostrov
Kinburnský poloostrov (ukrajinsky Кінбурнський півострів – Kinburnskyj pivostriv, rusky Кинбурнский полуостров – Kinburnskij poluostrov) je poloostrov na severním pobřeží Černého moře. Odděluje od sebe Jahorlyckou zátoku a Dněpersko-bugský liman, do kterého se vlévají Dněpr a Jižní Bug. V západní části přechází v Kinburnskou kosu. Je součástí Ukrajiny. Ze správního hlediska patří západní část do Mykolajivské oblasti (s kterou není spojena pevninou) a východní část do Chersonské oblasti. Název pochází z tureckého Ḳi̇lburun, ze slov ḳi̇l „štětina“ a burun „nos, špička, mys“, podle svého úzkého tvaru.
Kinburnský poloostrov je dlouhý přibližně čtyřicet kilometrů v přibližně východozápadním směru a šířka kolísá kolem deseti kilometrů. Jeho plocha je 180 čtverečních kilometrů.
Nejlidnatější vesnicí na poloostrově je Herojske, které leží na severním pobřeží východní části, tedy v Chersonské oblasti.
V 16. století si Osmanská říše vybudovala na poloostrově pevnost, která kontrolovala přístup z Černého moře k řece Dněpr a přístavu Cherson. V roce 1787 pevnost v rusko-turecké válce obsadili Rusové. Dne 17. října 1855 v závěru Krymské války zde proběhla bitva, při které pevnost dobyla francouzská a britská armáda pod velením admirála Edmunda Lyonse. Poprvé se v boji osvědčily obrněné lodi a bitva tak byla impulsem k jejich dalšímu rozvoji. Na základě Pařížské mírové smlouvy byla pak pevnost zrušena. Strategický význam měl poloostrov i během ruské invaze na Ukrajinu, když se v listopadu 2022 ruská armáda stáhla z okupovaného Chersonu.

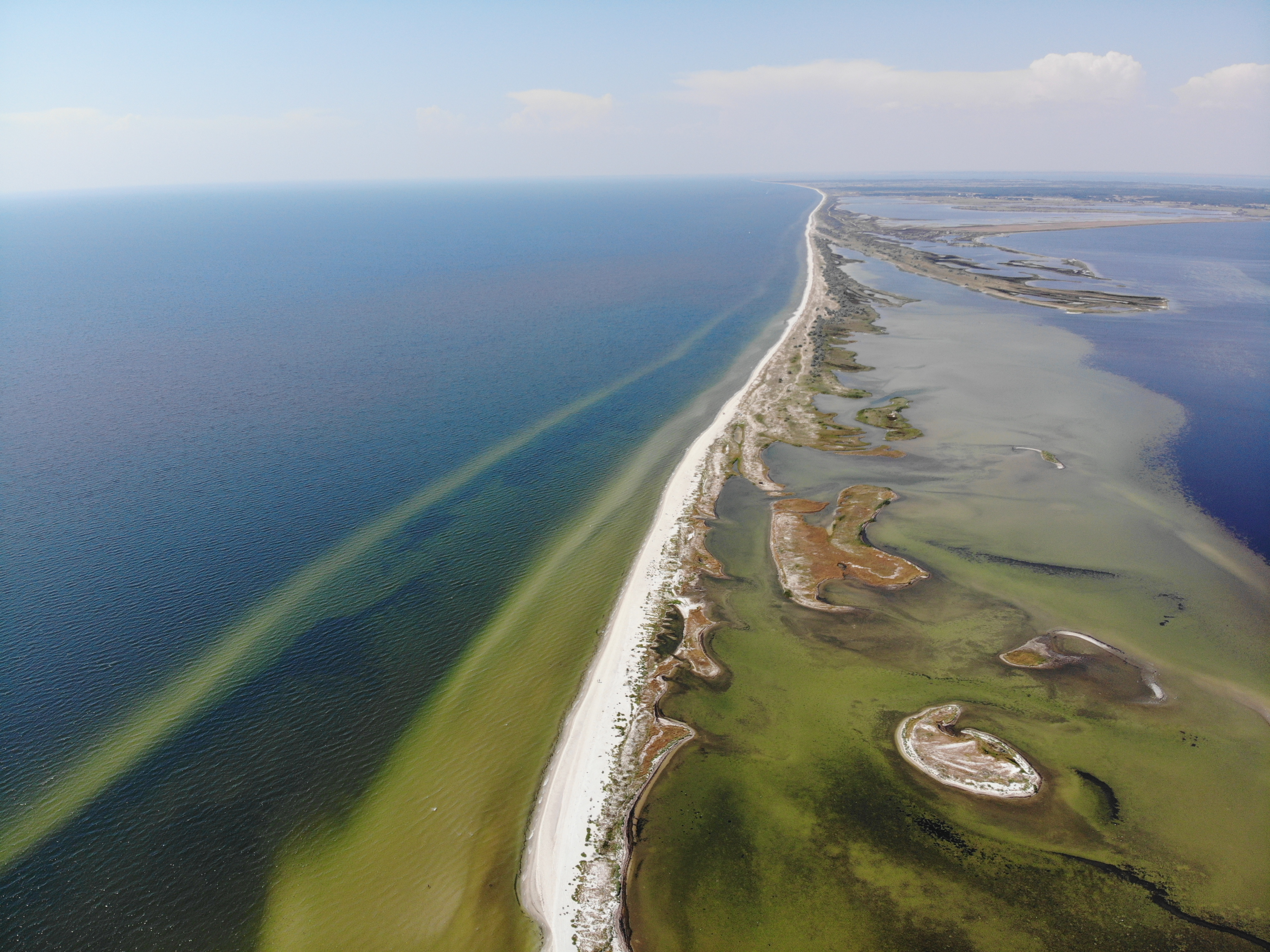
Kinburnská kosa
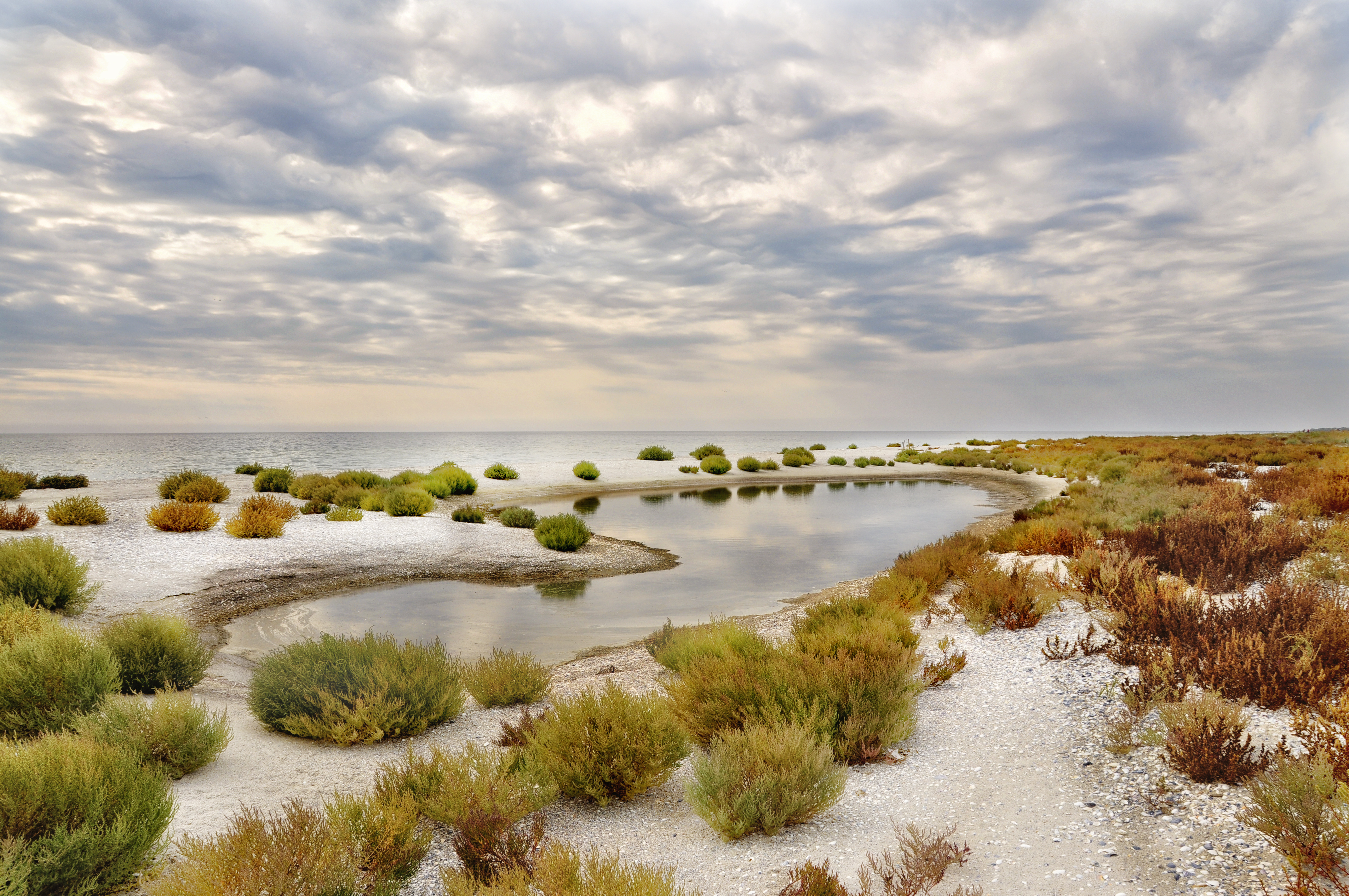
Krajina poloostrova
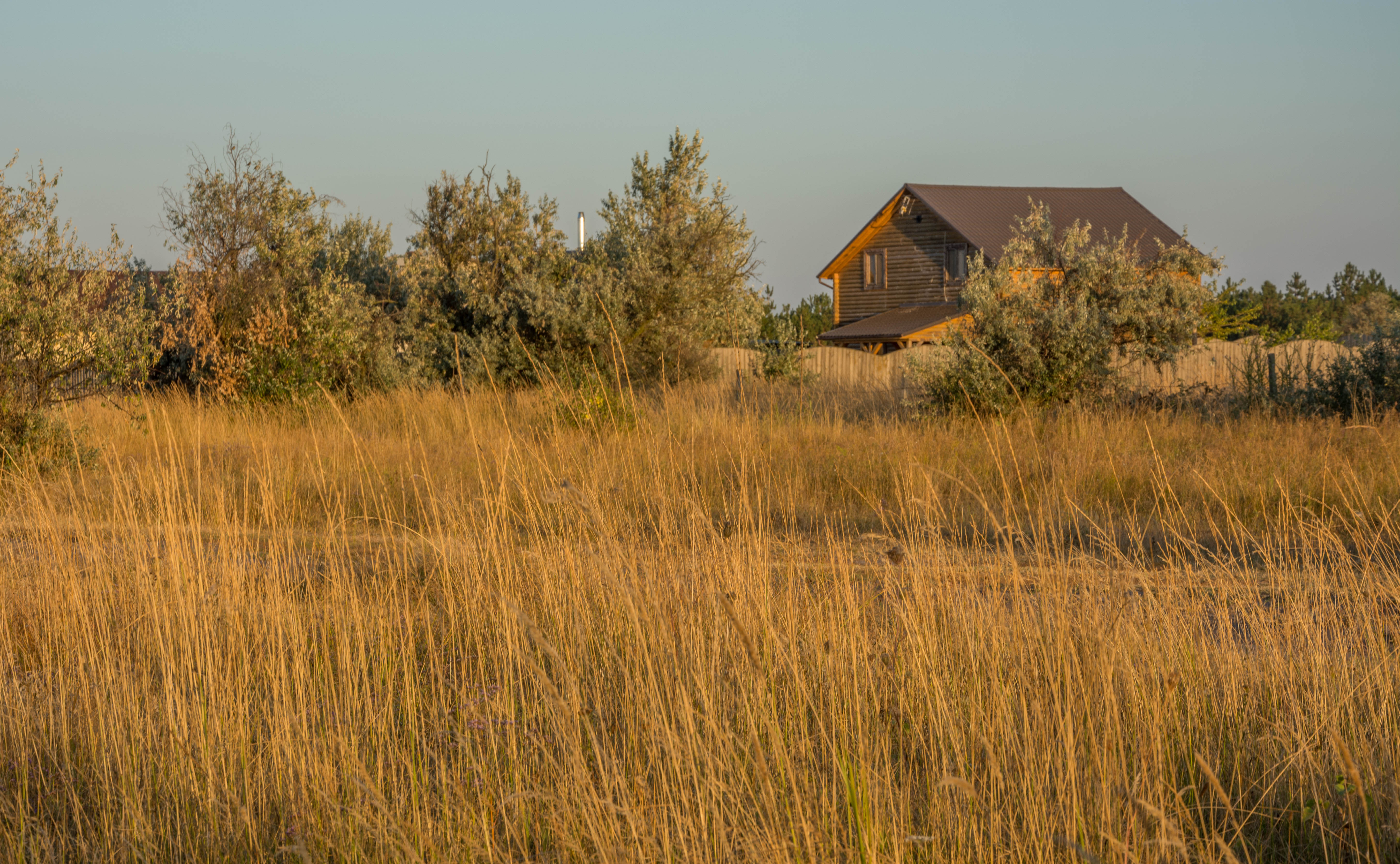
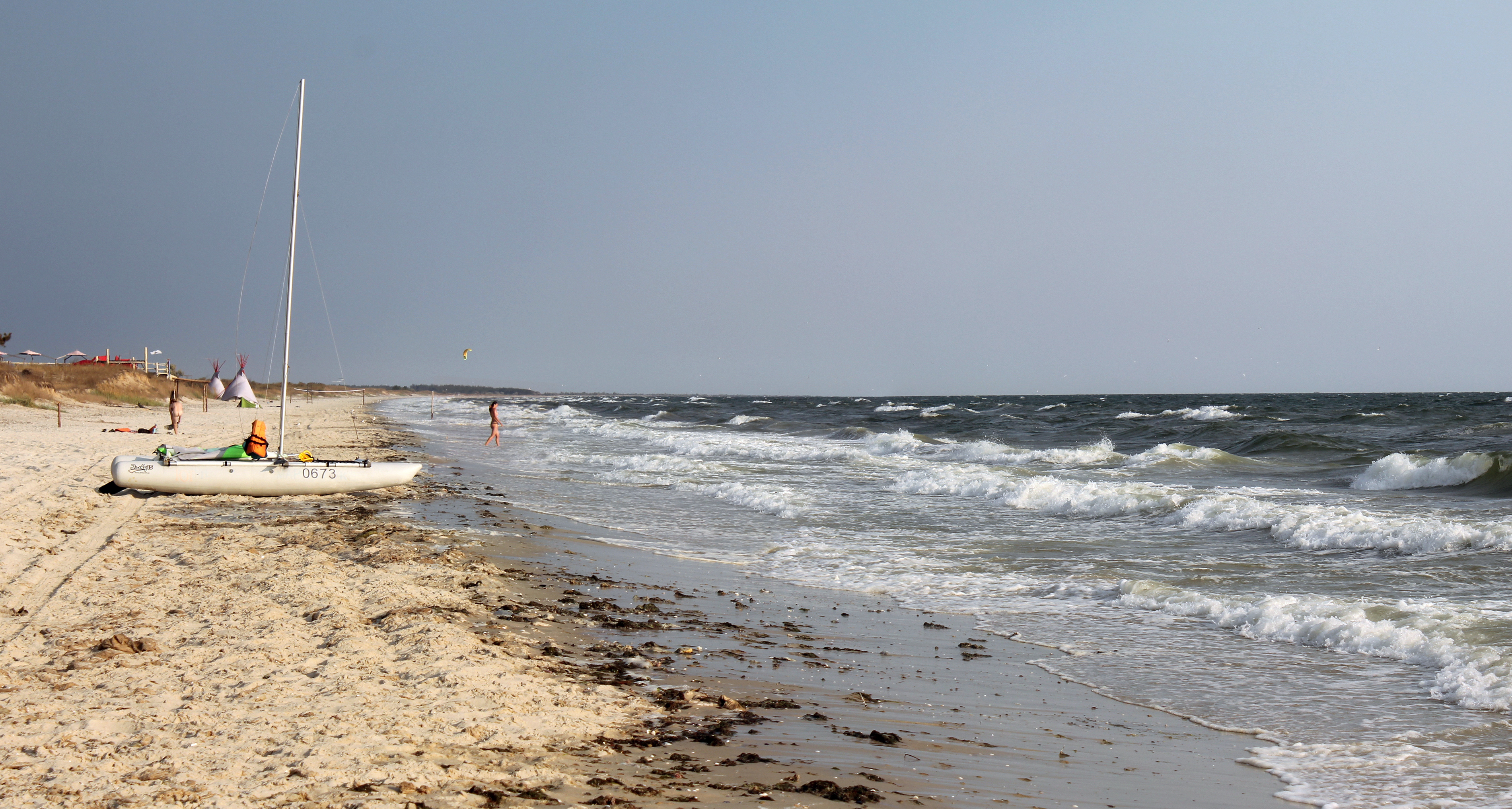
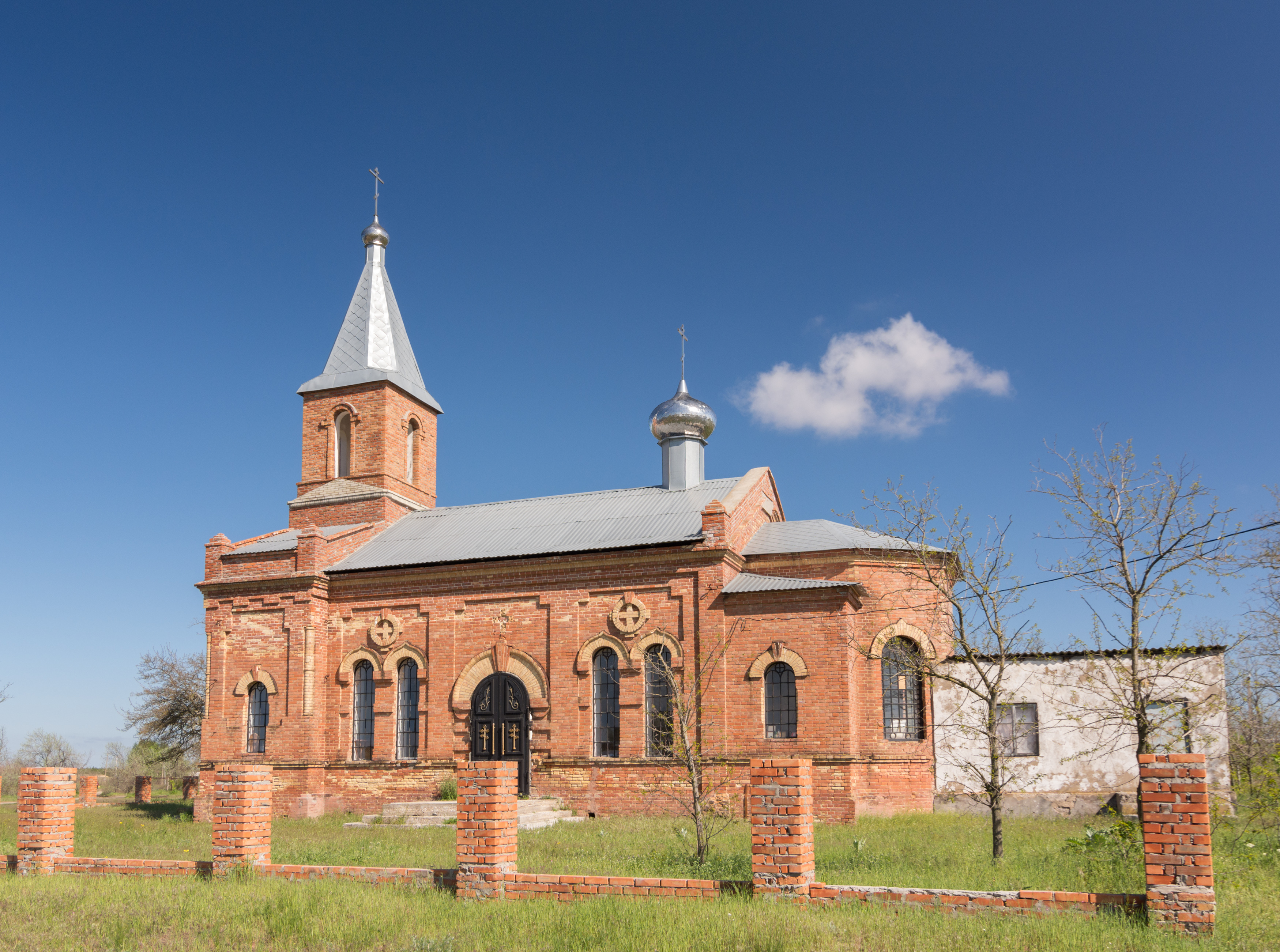
Kostel v obci Pokrovka